# Wolfunkind
Wolfunkind es un grupo francés de Mont-de-Marsan que empezó en 1994. Wolfunkind, originalmente compuesto de ocho miembros cuenta ahora cuatro miembros principales : Ousman, bajo eléctrico, Édric vocalista; Laurent a la guitarra y segunda voz, Mathieu a la batería, y se debe añadir un miembro ocasional, Chris, saxofonista que aparece en el CD Cycofonk.
Su música es muy mestizada, rock y funk principalmente pero también tecno, disco, música oriental o española.
El grupo posee una increíble energía sobre la escena, y mezcla una música muy "recta" con buenas improvisaciones, y además sabe hacer reír el público.

## Recorrido musical
Después de más de diez años de escena, los "Wolfs" muestran una lista bastante amplia de conciertos, no sólo en Francia sino también en Quebec, Australia... y con grupos como F.F.F., Fishbone y muchos otros.
Tras 11 años de carrera, 14 países visitados, más de 750 conciertos y más de 17.000 CD de sus 4 discos vendidos a sus espaldas, Wolfunkind se separan dejando su legado musical en cada una de las canciones de sus discos.

## Discografía
- Speed Funk Highgroove/MSI (1997).
- Fou? slalom (2002).
- Cycofonk Ter a Terre (2004) (doble CD incluyendo "Cycofonk" y un directo con canciones de Fou?).
- L'Album de la Maturité Ter a Terre (2005) (doble CD incluyendo un directo + DVD , directos y varias gilipollezes)